# Parsonsia penangiana
Parsonsia penangiana är en oleanderväxtart som beskrevs av George King och Gamble. Parsonsia penangiana ingår i släktet Parsonsia och familjen oleanderväxter. Inga underarter finns listade i Catalogue of Life.